# Michael Kohler (musicista)
Michael Kohler (...) è un compositore e produttore discografico statunitense.
Compone musica per numerosi programmi televisivi, spot pubblicitari e promo dal 1993. Molte sue composizioni sono state create per spot pubblicitari e promo per Cartoon Network e la sua rete spin-off Boomerang. Ha anche realizzato composizioni per Nickelodeon, Toon Disney ed E!.
Kohler è stato il principale progettista del suono e mixer per le serie animate Harvey Birdman, Attorney at Law, 12 oz. Mouse, Perfect Hair Forever, Stroker & Hoop, Aqua Teen Hunger Force e il suo film Aqua Teen Hunger Force Colon Movie Film for Theaters per Adult Swim e per le prime quattro stagioni di Archer per FX. Kohler ha fatto un cammeo vocale nell'episodio A PE Christmas della settima stagione di Aqua Teen Hunger Force.
Kohler ha composto il tema musicale originale di Boomerang utilizzato dal suo lancio nel 2000 fino al 2014. Dal 1993 ha anche composto musica, sound design e mixato molti cortometraggi animati, episodi pilota, promozioni e spot pubblicitari per Adult Swim, Cartoon Network, Saatchi & Saatchi, Hulu, FX, Nickelodeon, N@N, Awesome Inc., FXX, Boomerang, TCM, Cartoon Network America Latina, TNT, Fuel TV, Mun2, E! e Toon Disney.
Nel 1995 fonda la Bluetube, uno studio di registrazione di Atlanta, in Georgia.

## Biografia
Ha frequentato l'Università di Akron ad Akron, nell'Ohio.